# Benjamin Alire Sáenz
Benjamin Alire Sáenz (Contea di Doña Ana, 16 agosto 1954) è uno scrittore e poeta statunitense.

## Biografia
Nato nella Contea di Doña Ana, Nuovo Messico, nel 1954, vive a El Paso dove insegna all'Università del Texas.
Quarto di sette figli riceve un'educazione cattolica ed entra in seminario dove studia teologia e diventa presbitero, ma abbandona la tonaca dopo soli tre anni.
Ripresi gli studi, inizia a dedicarsi alla scrittura ed esordisce nei primi anni novanta in campo poetico con la raccolta Calendar of Dust (premio American Book Awards 1992) e nella narrativa con i racconti di Flowers for the Broken. Autore molto prolifico, dà alle stampe anche romanzi e libri per l'infanzia e di genere young-adult.
Nel 2013 vince il Premio PEN/Faulkner per la narrativa con i racconti di Tutto inizia e finisce al Kentucky club, primo scrittore latino-americano a ricevere il riconoscimento.

## Opere

### Poesia
- Calendar of Dust (1991)
- Dark and Perfect Angels (1995)
- Elegies in Blue (2002)
- Dreaming the End of War (2006)
- The Book of What Remains (2010)

### Racconti
- Flowers for the Broken (1992)
- Tutto inizia e finisce al Kentucky club (Everything Begins and Ends at the Kentucky Club, 2012), Palermo, Sellerio, 2014 ISBN 88-389-3170-4

### Romanzi
- Carry Me Like Water (1995)
- The House of Forgetting (1997)
- In Perfect Light (2008)
- Names on a Map (2008)

### Young-adult
- Sammy and Juliana in Hollywood (2004)
- He Forgot to Say Goodbye (2008)
- Last Night I Sang to the Monster (2009)
- Aristotle e Dante scoprono i segreti dell'universo (Aristotle and Dante Discover the Secrets of the Universe, 2012), Torino, Loescher, 2015 ISBN 978-88-201-3689-5 Nuova ed. Milano, Mondadori, 2021 traduzione di Marta Maria Casetti ISBN 978-88-04-74357-6.
- The Inexplicable Logic of My Life (2017)
- Aristotle e Dante si immergono nelle acque del mondo (Aristotle and Dante Dive into the Waters of the World, 2021) Milano, Mondadori, 2022 traduzione di Charles M. Casetti ISBN 978-88-04-75566-1

### Letteratura per l'infanzia
- A Gift from Papa Diego (1999)
- Grandma Fina and Her Wonderful Umbrellas (2001)
- A Perfect Season for Dreaming (2008)
- The Dog Who Loved Tortillas (2009)